# 芳賀一晶

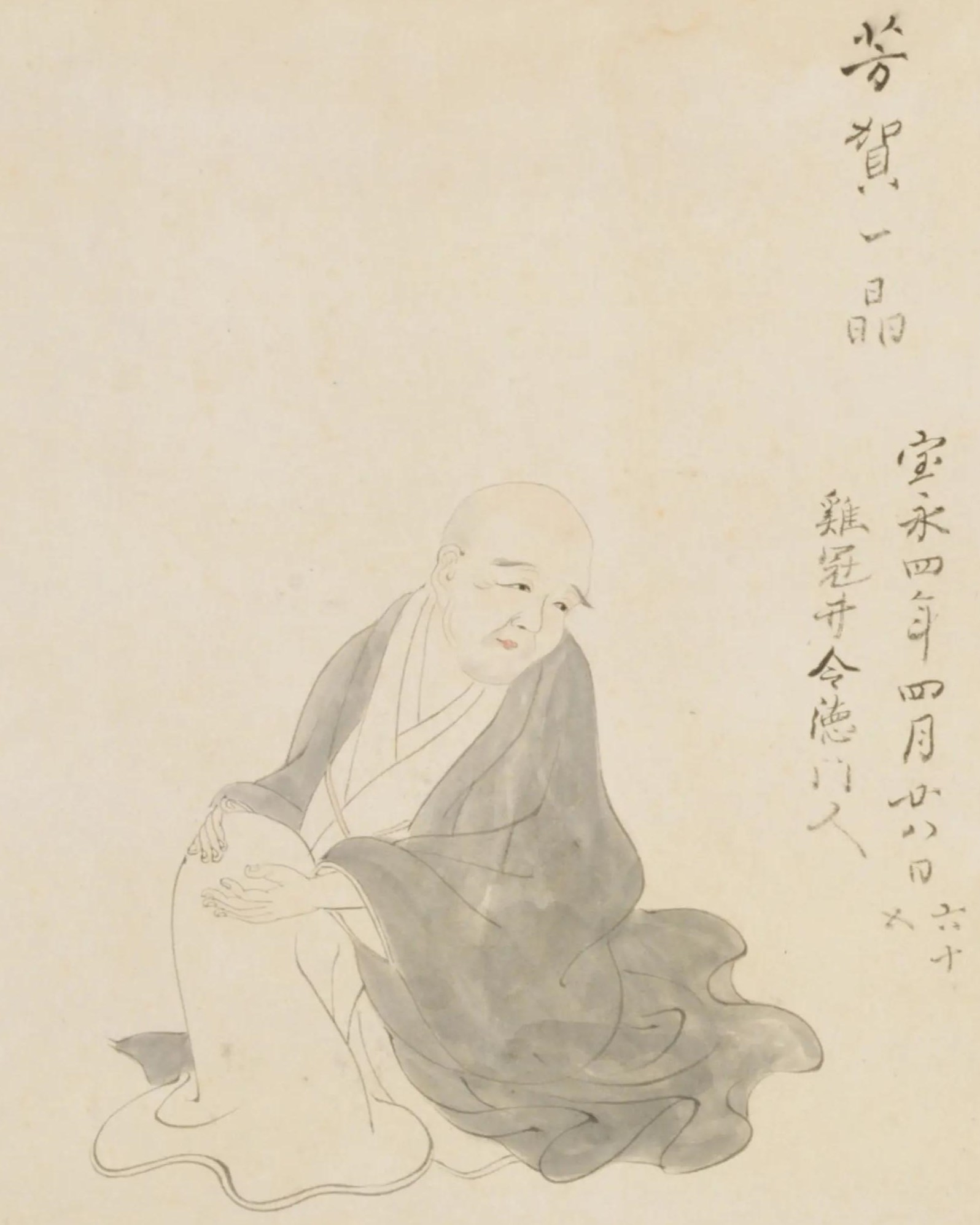
芳賀一晶（『肖像集』）

芳賀 一晶（はが いっしょう、生年不詳 - 1707年（宝永4年）4月）は、江戸時代前期の俳人、画家である。名は治貞、通称は順益（玄益とも）。別号に崑山翁、冥霊堂等がある。

## 経歴・人物

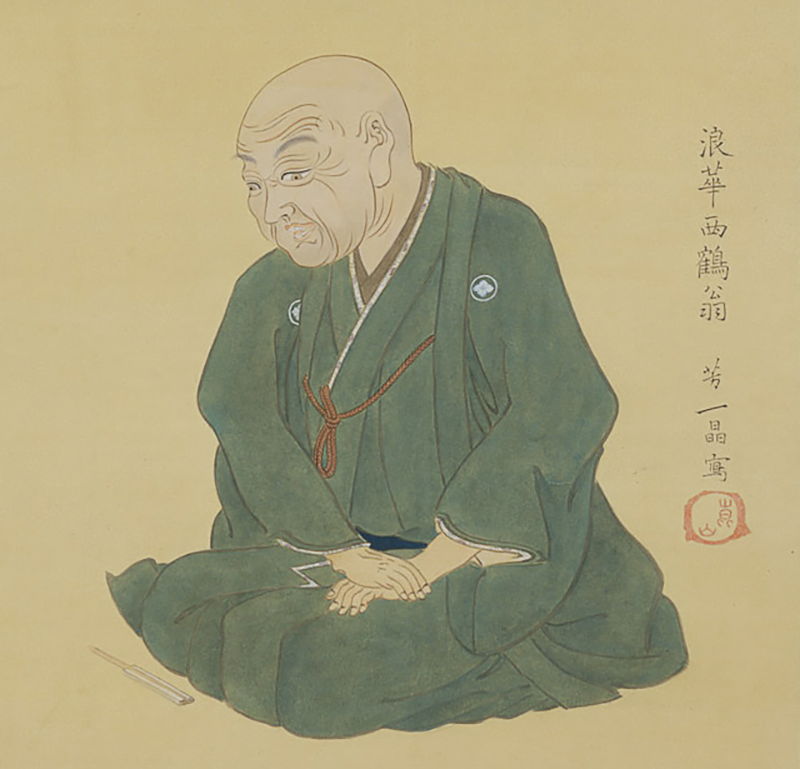
一晶作の井原西鶴像

京都に生まれ、後に伊藤信徳や鶏冠井令徳、三井秋風らから俳諧を学ぶ。一晶の作風はその時代の流行を取り入れたものであり、延宝から元禄時代に活動が顕著であった。一晶は1万3500句程度の矢数俳諧によって一躍有名となり、西山宗因が総帥だった談林俳諧の点者に認められる。
1683年（天和3年）には江戸に入り、松尾芭蕉や蕉門と親交を持ち彼らと共に活動した。移住後は俳人としての活動以外にも師の令徳旧蔵の「崑山」印や菱川師宣の作風をよくし、井原西鶴の肖像画を描くなど画家としても活動し、後に医師としても活動したとされている。

## 主な著作物

### 主著
- 『丁卯文集』
- 『千句前集』

### その他の著書
- 『四衆懸隔』
- 『蔓付贅』
- 『如何』
- 『八衆懸隔』
- 『千句後集』
- 『万水入海』
- 『一塵重山』